# Fútbol en los Juegos Panafricanos
El Fútbol en los Juegos Panafricanos forma parte del programa de los juegos desde 1965 en categoría masculina desde su edición inaugural. Participaban selecciones categoría mayor hasta 1991 cuando se limitó la edad de los equipos a categoría sub-23 como parte de la reestructuración del Fútbol en los Juegos Olímpicos, que desde la edición en Barcelona 1992 se juega con equipos sub-23.
Desde la edición de 2003 se compite también en la rama femenil y cuenta como la eliminatoria rumbo a los Juegos Olímpicos y fue hasta el año 2007 que el torneo masculino fue tomado en cuenta como la eliminatoria continental rumbo a los Juegos Olímpicos hasta que en 2011 crearon el Campeonato Africano Sub-23.

## Torneo Masculino
| Año  | Sede       | · Oro                                | Final Resultado                      | · Plata                              | · Bronce                             | Resultado                            | 4º lugar                             |
| ---- | ---------- | ------------------------------------ | ------------------------------------ | ------------------------------------ | ------------------------------------ | ------------------------------------ | ------------------------------------ |
| 1965 | Congo      | Congo                                | 0–0 t.e. (7–2) c.k.                  | Malí                                 | Costa de Marfil                      | 1–0                                  | Argelia                              |
| 1969 | Malí       | Interrumpida por Problemas Militares | Interrumpida por Problemas Militares | Interrumpida por Problemas Militares | Interrumpida por Problemas Militares | Interrumpida por Problemas Militares | Interrumpida por Problemas Militares |
| 1973 | Nigeria    | Nigeria                              | 2–0                                  | Guinea                               | Egipto                               | 2–1                                  | Ghana                                |
| 1978 | Argelia    | Argelia                              | 1–0                                  | Nigeria                              | Ghana                                | 1–0                                  | Malaui                               |
| 1987 | Kenia      | Egipto                               | 1–0                                  | Kenia                                | Malaui                               | 3–1                                  | Camerún                              |
| 1991 | Egipto     | Camerún                              | 1–0                                  | Zambia                               | Nigeria                              | 3–0                                  | Zimbabue                             |
| 1995 | Zimbabue   | Egipto                               | 3–1                                  | Zimbabue                             | Nigeria                              | 1–1 (4–1) p                          | Guinea                               |
| 1999 | Sudáfrica  | Camerún                              | 0–0 (4–3) p                          | Zambia                               | Sudáfrica                            | 2–0                                  | Uganda                               |
| 2003 | Nigeria    | Camerún                              | 2–0                                  | Nigeria                              | Ghana                                | 2–2 (4–1) p                          | Zambia                               |
| 2007 | Argelia    | Camerún                              | 1–0                                  | Guinea                               | Túnis                                | 1–0                                  | Zambia                               |
| 2011 | Mozambique | Ghana                                | 1–1 (4–2) p                          | Sudáfrica                            | Camerún                              | 1–1 (5–4) p                          | Senegal                              |
| 2015 | Congo      | Senegal                              | 1–0                                  | Burkina Faso                         | Nigeria                              | 0–0 (5–3) p                          | Congo                                |
| 2019 | Marruecos  | Burkina Faso                         | 2–0                                  | Nigeria                              | Senegal                              | 0–0 (4–3) p                          | Malí                                 |
| 2023 | Ghana      | Ghana                                | 1–0                                  | Uganda                               | Senegal                              | 2–0                                  | Congo                                |

### Títulos por selección
| Equipo          | Oro                        | Plata                | Bronce               | 4º lugar       |
| --------------- | -------------------------- | -------------------- | -------------------- | -------------- |
| Camerún         | 4 (1991, 1999, 2003, 2007) |                      | 1 (2011)             | 1 (1987)       |
| Ghana           | 2 (2011, 2023)             |                      | 2 (1978, 2003)       | 1 (1973)       |
| Egipto          | 2 (1987, 1995)             |                      | 1 (1973)             |                |
| Nigeria         | 1 (1973)                   | 3 (1978, 2003, 2019) | 3 (1991, 1995, 2015) |                |
| Burkina Faso    | 1 (2019)                   | 1 (2015)             |                      |                |
| Senegal         | 1 (2015)                   |                      | 2 (2019, 2023)       | 1 (2011)       |
| Congo           | 1 (1965)                   |                      |                      | 2 (2015, 2023) |
| Argelia         | 1 (1978)                   |                      |                      | 1 (1965)       |
| Guinea          |                            | 2 (1973, 2007)       |                      | 1 (1995)       |
| Sudáfrica       |                            | 1 (2011)             | 1 (1999)             |                |
| Túnez           |                            | 1 (1991)             | 1 (2007)             |                |
| Zambia          |                            | 1 (1999)             |                      | 2 (2003, 2007) |
| Zimbabue        |                            | 1 (1987)             |                      | 1 (1991)       |
| Malí            |                            | 1 (1965)             |                      | 1 (2019)       |
| Uganda          |                            | 1 (2023)             |                      | 1 (1999)       |
| Kenia           |                            | 1 (1987)             |                      |                |
| Malaui          |                            |                      | 1 (1978)             | 1 (1987)       |
| Costa de Marfil |                            |                      | 1 (1965)             |                |

## Torneo Femenino
| Año  | Sede       | · Oro   | Final Resultado | · Plata   | · Bronce        | Resultado   | 4º lugar  |
| ---- | ---------- | ------- | --------------- | --------- | --------------- | ----------- | --------- |
| 2003 | Nigeria    | Nigeria | 1–0             | Sudáfrica | Camerún         | 1–0         | Malí      |
| 2007 | Argelia    | Nigeria | 4–0             | Sudáfrica | Ghana           | 3–1         | Argelia   |
| 2011 | Mozambique | Camerún | 1–0             | Ghana     | Argelia         | 3–0         | Sudáfrica |
| 2015 | Congo      | Ghana   | 1–0             | Camerún   | Costa de Marfil | 2–1         | Nigeria   |
| 2019 | Marruecos  | Nigeria | 0–0 (3–2) p     | Camerún   | Marruecos       | 2–1         | Argelia   |
| 2023 | Ghana      | Ghana   | 2–1             | Nigeria   | Uganda          | 0–0 (6–5) p | Senegal   |

### Títulos por selección
| Equipo          | Oro                  | Plata          | Bronce   | 4º lugar       |
| --------------- | -------------------- | -------------- | -------- | -------------- |
| Nigeria         | 3 (2003, 2007, 2019) | 1 (2023)       |          | 1 (2015)       |
| Ghana           | 2 (2015, 2023)       | 1 (2011)       | 1 (2007) |                |
| Camerún         | 1 (2011)             | 2 (2015, 2019) | 1 (2003) |                |
| Sudáfrica       |                      | 2 (2003, 2007) |          | 1 (2011)       |
| Argelia         |                      |                | 1 (2011) | 2 (2007, 2019) |
| Costa de Marfil |                      |                | 1 (2015) |                |
| Marruecos       |                      |                | 1 (2019) |                |
| Uganda          |                      |                | 1 (2023) |                |
| Malí            |                      |                |          | 1 (2003)       |
| Senegal         |                      |                |          | 1 (2023)       |

## Medallero
Actualizado a la edición 2023
| #     | País                | Oro | Plata | Bronce | Total |
| ----- | ------------------- | --- | ----- | ------ | ----- |
| 1     | Camerún             | 5   | 2     | 2      | 9     |
| 2     | Nigeria             | 4   | 4     | 3      | 11    |
| 3     | Ghana               | 4   | 1     | 3      | 8     |
| 4     | Egipto              | 2   | 0     | 1      | 3     |
| 5     | Burkina Faso        | 1   | 1     | 0      | 2     |
| 6     | Senegal             | 1   | 0     | 2      | 3     |
| 7     | Argelia             | 1   | 0     | 1      | 2     |
| 8     | República del Congo | 1   | 0     | 0      | 1     |
| 9     | Sudáfrica           | 0   | 3     | 1      | 4     |
| 10    | Guinea              | 0   | 2     | 0      | 2     |
| 11    | Túnez               | 0   | 1     | 1      | 2     |
| 12    | Uganda              | 0   | 1     | 1      | 2     |
| 13    | Kenia               | 0   | 1     | 0      | 1     |
| 14    | Mali                | 0   | 1     | 0      | 1     |
| 15    | Zambia              | 0   | 1     | 0      | 1     |
| 16    | Zimbabue            | 0   | 1     | 0      | 1     |
| 17    | Costa de Marfil     | 0   | 0     | 2      | 2     |
| 18    | Malaui              | 0   | 0     | 1      | 1     |
| 19    | Marruecos           | 0   | 0     | 1      | 1     |
| Total | Total               | 19  | 19    | 19     | 57    |